# Plósz Pál
Plósz Pál (Pest, 1844. október 9. – Budapest, 1902. augusztus 15.) orvos, biokémikus, egyetemi tanár, a Magyar Tudományos Akadémia levelező tagja (1880).
Plósz Lajos (1809–1886) szemészorvos fia, Plósz Sándor igazságügyminiszter és Plósz Béla (1863–1945) állatorvos testvére.

## Életútja
A gimnázium első négy osztályát magánúton, a többit a kegyes rendieknél végezte 1862-ig. Orvosi tanulmányait 1862-től a Bécsi Egyetemen, majd a Pesti Királyi Tudományegyetemen folytatta, ahol 1867-ben nyert orvosdoktori oklevelet. Ezután a Szent Rókus Kórház különböző osztályain mint gyakornok, segéd- és alorvos működött. 1869–1872 között kinevezett gyakornok volt Wagner János tanár klinikáján, az 1869–1870-es tanévet azonban nem a klinikán, hanem Tübingenben töltötte, ahol főleg Felix Hoppe-Seyler laboratóriumában az élet- és kórvegytannal foglalkozott. 1871-ben az élet- és kórvegytanból magántanári képesítést szerzett, 1872-ben pedig a kolozsvári egyetem élet- és kórvegytan nyilvános rendkívüli tanárává nevezték ki. Mielőtt azonban tanszékét elfoglalta volna, még egy évet Heidelbergben, Kühne tanár intézetében töltött. 1873-ban kezdte meg előadásait a kolozsvári egyetemen. 1874 tavaszán a Budapesti Tudományegyetem élet- és kórvegytan nyilvános rendkívüli tanára, 1882-ben pedig rendes tanára lett; az élet- és kórvegytani intézet igazgatója volt.
Kutatóként elsősorban a fehérjék kémiája, a peptonok és a véralvadás kérdéseivel, ezen kívül borászattal is foglalkozott. A Magyar Tudományos Akadémia 1880. május 20-án választotta meg levelező tagjának. Az igazságügyi orvosi tanácsnak alapításától kezdve tagja volt.
Cikkei az Orvosi Hetilapban, az Akadémiai Értesítőben, a Természettudományi Közlönyben, a Klinikai Füzetekben, a Belgyógyászat Kézikönyvében és több német nyelvű szaklapban jelentek meg. Az Orvosi Archívumnak is munkatársa volt.
A Magyar Tudományos Akadémián 1904. március 28-án Lengyel Béla tartott fölötte emlékbeszédet.

### Családja
Felesége Szüts Magdolna volt, baracskai Szüts Pál királyi közjegyző, hites ügyvéd és Krajner Iphigénia lánya. Anyai ágon unokatestvérek voltak, közös nagyszüleik Krajner Imre és Asbóth Terézia.
Gyermekei dr. Plósz Sándor orvos és Plósz Mária, férjezett Tabajdi Kálmánné.

## Munkái
- Az élet- és kórvegytani elemzés kézikönyve. Írta Hoppe-Seyler Felix. A 4. kiadás után ford. Budapest, 1876
- A borászat könyve, tekintettel hazánk bortermelésére. A kir. m. természettudományi társulat megbízásából. Budapest, 1885 (Csanády Gusztávval együtt).
- A peptonok vegyi természete... (Akadémiai Értesítő, Budapest, 1877)
- A fehérje szerepe és sorsa a szervezetben (Akadémiai Értesítő, Budapest, 1878)
- A diabetes mellitus (in: A belgyógyászat kézikönyve, I. kötet, Budapest, 1895)
- Zsírképződés cukorból a májban (Akadémiai Értesítő, Budapest, 1901)